# Podboří
Podboří (německy Podborsch) je vesnice, část obce Opařany v okrese Tábor v Jihočeském kraji. Nachází se asi dva kilometry severozápadně od Opařan. Je zde evidováno 68 adres. V roce 2011 zde trvale žilo 112 obyvatel.
Podboří je také název katastrálního území o rozloze 5,03 km².

## Historie
První písemná zmínka o vesnici pochází z roku 1291.

## Obyvatelstvo
| Rok            | 1869 | 1880 | 1890 | 1900 | 1910 | 1921 | 1930 | 1950 | 1961 | 1970 | 1980 | 1991 | 2001 | 2011 | 2021 |
| -------------- | ---- | ---- | ---- | ---- | ---- | ---- | ---- | ---- | ---- | ---- | ---- | ---- | ---- | ---- | ---- |
| Počet obyvatel | 368  | 321  | 342  | 371  | 336  | 343  | 335  | 243  | 245  | 207  | 158  | 123  | 123  | 112  | 111  |
| Počet domů     | 54   | 55   | 59   | 59   | 59   | 61   | 63   | 65   | 65   | 51   | 43   | 57   | 61   | 59   | 64   |

## Obecní správa
Při sčítání lidu v letech 1850–1959 Podboří bylo samostatnou obcí v okrese Milevsko. Od roku 1960 je částí obce Opařany v okrese Tábor.

## Galerie

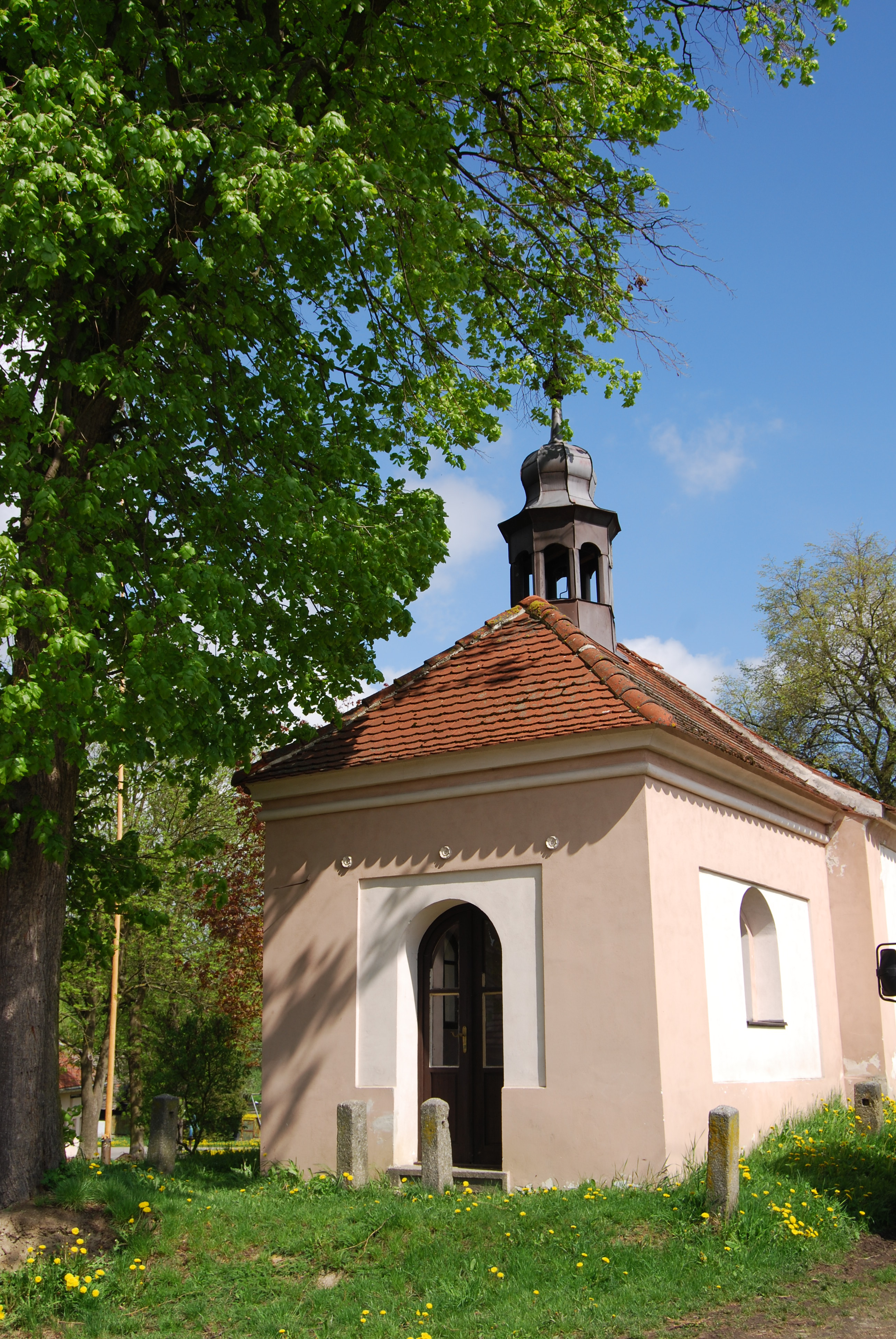
Návesní kaple
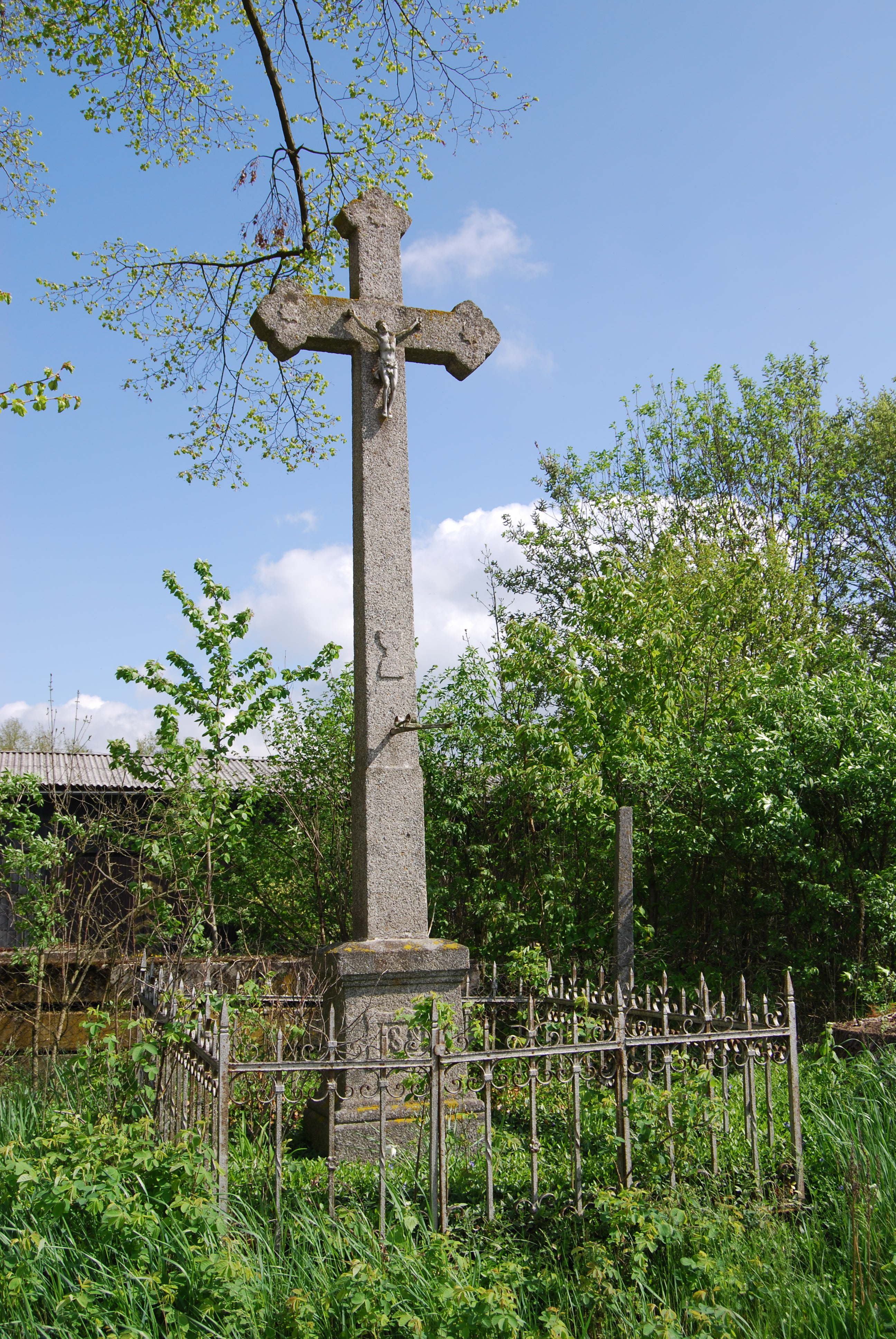
Kříž ve vesnici
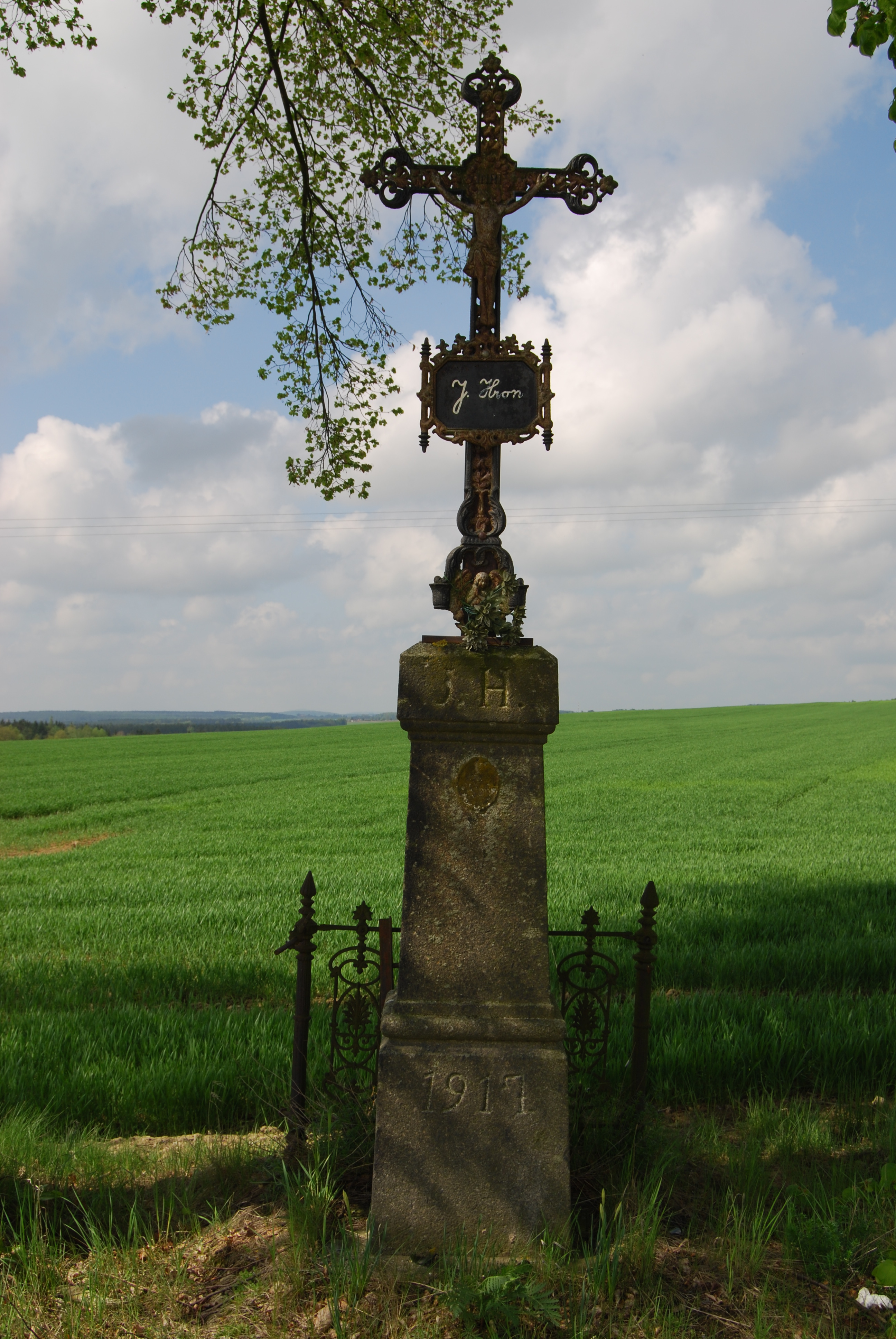
Kříž poblíž vesnice
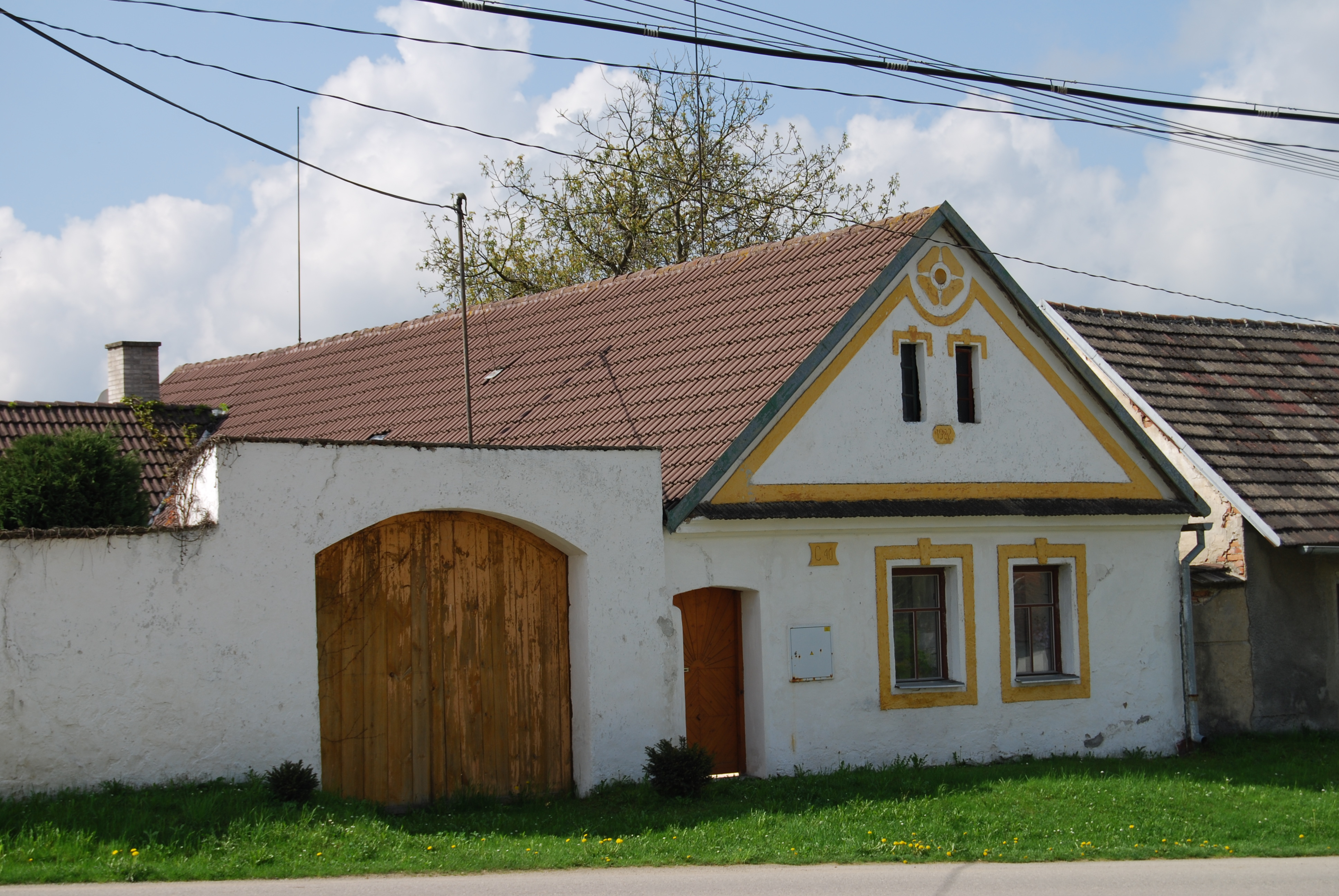
Venkovská usedlost